# Frösö distrikt
Frösö distrikt är ett distrikt i Östersunds kommun och Jämtlands län. Distriktet ligger omkring Frösön i mellersta Jämtland. 

## Tidigare administrativ tillhörighet
Distriktet inrättades 2016 och utgörs av området som Frösö köping omfattade till 1971 och som före 1948 utgjorde Frösö socken.
Området motsvarar den omfattning Frösö församling hade 1999/2000.

## Tätorter och småorter
I Frösö distrikt finns tre tätorter och tre småorter.

### Tätorter
- Målsta
- Slandrom
- Östersund (del av)

### Småorter
- Böle och Fillsta
- Digernäs (del av)
- Viken